# Уиттен, Джейсон
Кристофер Джейсон Уиттен (род. 6 мая 1982) — бывший игрок в американский футбол и нынешний аналитик программы «Monday Night Football» на телеканале «ESPN». Отыграл 15 сезонов за «Даллас Ковбойс» в Национальной футбольной лиге (НФЛ). В студенческом чемпионате выступал за футбольную команду Университета Теннесси, «Теннесси Волунтерс», пока «Даллас Ковбойс» не выбрали его для участия в третьем раунде Драфта НФЛ 2003 года. Уиттен занимает второе место в истории НФЛ по количеству приемов и принятых ярдов на позиции тайт-энд, уступая по этим показателям лишь Тони Гонсалесу.

## Ранние годы
Уиттен родился в Вашингтоне, но учился в средней школе Елизабеттон, которая находится в одноименном городе, штат Теннесси. Когда Джейсону исполнилось 6 лет его отец начал оскорблять свою жену, Ким, и двух старших братьев будущего футболиста, Райана и Шона. Поэтому когда ему исполнилось 11 лет, его дедушка и бабушка забрали к себе, в город Елизабеттон. Его дедушка был тренером футбольной команды, поэтому часто брал внука с собой на тренировки, где предлагал ему сыграть на двух позициях, в качестве лайнбекера и тайт-энд.
В течение первых трех лет своей карьеры Джейсон выступал на указанных позициях, благодаря чему трижды помогал своей команде попасть в полуфинал чемпионата штата. Будучи основным лайнбекером он завершил сезон со 163-мя набранными очками (его же рекорд в школьных соревнованиях был 450), двумя перехватами, двумя заблокированными ударами и т. д. Тогда же он получил несколько наград: USA Today Player of the Year for Tennessee, East Tennessee Player of the Year, Region Defensive Player of the Year, а также финалист по версии награды «Mr. Football award». Он также играл в баскетбол, где он в среднем набирал 15 баллов и 12 подборов за игру.

## Карьера в колледже
Уиттен получил стипендию в Университете Теннесси, после чего пообещал главному тренеру университетской команды Филиппу Фалмеру, что будет выступать в ней на позиции дефенсов-энд. Начал свои выступления за университетскую команду уже в первый год обучения, в команде был вторым игроком на позиции дифенсов-энд.
После травмы и жесткой игры, его по ходу сезона перевели на противоположный фланг полузащиты. Хотя, Уиттен не соглашался с изменением позиции и даже рассматривал вопрос о трансфере, в конце концов наловчился играть там и использовался преимущественно как блокировщик, пока не научился увереннее действовать на новой позиции. Также выходил в стартовом составе в своих 2 первых матчах. Будучи первокурсником, Уиттен совершил 1 подбор и 11 ярдов пробега в победном (70:3) поединке против команды Луизианы-Монро.
Будучи второкурсником сыграл в стартовом составе три матча, в которых совершил 28 приемов и пробег 293 ярда, а также совершил два тачдауна. Совершил свой первый командный тачдаун в победном (35:24) поединке против Алабамы. Эта был год настоящего прорыва, Уиттен установил школьные рекорды на позиции тайт-энд по количеству приемов (39) и приемных ярдов (493) при пяти тачдаунах, в том числе один из приемов, который стал самым памятным в истории школьного общеобразовательного чемпионата, тачдаун в шестом овертайме в победном поединке против университетской команды Арканзаса. Он получил вызов Команды звезд Юго-Восточной конференции (SEC) и Университетской команды звезд Юго-Восточной конференции после того, как стал лидером в своей конференции по количеству приемов и приемных ярдов.
Даже несмотря на то, что он решил выйти на драфт НФЛ после своего юношеского сезона и сыграл на своей позиции лишь в 20 матчах, Джейсон удерживает за собой третье место среди лучших университетских игроков на позиции тайт-энд с 68 приемами, и четвертое место в аналогичном рейтинге с приемными ярдами (797)..

## Профессиональная карьера

### Сезон 2003
Уиттен был избран «Даллас Ковбойс» для участия в третьем раунде Драфта НФЛ под 69-м общим номером. Но в результате отбора основные места в команде получили Теренс Ньюман и Эл Джонсон. Не задействованный в драфте свободный агент Тони Ромо был ещё одним новичком, который также прибыл в Даллас в 2003 году и стал партнером Уиттена на протяжении всей своей карьеры, а также его соседом по комнате во время предстоящих тренировочных сборов и выездов.
Выступления в чемпионате Уиттен начал не как основной игрок, он сыграл лишь семь из пятнадцати игр, в которых он выходил на поле. Дебютировал в НФЛ 7 сентября в проигранном (13:27) поединке против «Атланта Фэлконс», он сделал один перехват на 13 ярдах. В общем, он совершил 35 приемов и пробег 347 приемных ярдов, а также сделал один тачдаун. Он получил перелом челюсти в поединке против «Аризона Кардиналс» после того, как его избили Рональд Маккин и Рэй Томпсон. Ему потребовалось хирургическое вмешательство, чтобы вставить три пластины, которые должны были помочь Уиттену выздороветь. Он пропустил только одну игру (единственная игра, которую он пропустил во время карьеры в НФЛ), и продолжал играть несмотря на травму. После этого главный тренер Билл Парселлс похвалил Уиттена за его выносливость. Джастин попал в сборную НФЛ «All-Rookie Team» сезона 2003 года.

### Сезон 2004
В 2004 году Уиттен совершил очередной прорыв, став одним из ведущих НФЛ с 87 перехватами, этот результат также стал 11-м самым в истории НФЛ на позиции тайт-энд, а также рекордсменом «Ковбоев» на этой позиции. 15 ноября в поединке против «Филадельфия Иглз» совершил девять приемов при 133 ярдах, а также два тачдауна. Он впервые стал участником «Пробоул», встав в ряд величайших тайт-эндов, среди которых находятся Джим Доран, Ли Фолкинс, Петтис Норман, Майк Детка, Билли Джо Дюпри, Фрэнклин Кларк, Даг Козби и Джей Новачек.

### Сезон 2005
Уиттен закончил сезон в НФЛ шестым на позиции тайт-энд с 66 приемами и стал первым тайт-эндом «Ковбоев», который набрал не менее 65 приемов в течение одного сезона. В сезоне 2005 года совершил пробег 757 приемных ярдов и 6 тачдаунов. В результате успешного для себя сезона получил второй раз подряд «Пробоул».

### Сезон 2006
По итогам НФЛ 2006 Джейсон стал лишь десятым лучшим тайт-эндом в истории НФЛ, который в течение трех сезонов подряд набирал как минимум 60 приемов. Он совершил 64 приема и пробег 754 приемных ярдов (в среднем по 11,8 ярдах по каждому), благодаря этому Уиттен получил свой третий «Пробоул».
22 июля Джейсон подписал 6-летний контракт, до 2012 года, на сумму в 29 миллионов долларов. Сделка включала в себя 12 миллионов гарантированных выплат, включая бонус 6 миллионов долларов США за подписание и бонус в размере 6 миллионов долларов за второй год.

### Сезон 2007
Уиттен прекрасно провел НФЛ 2007, побив собственный сезонный рекорд «Ковбоев» с 96 приемами и стал первым игроком на позиции тайт-энд, который пробежал 1000 приемных ярдов за сезон. Он стал третьим тайт-эндом в истории НФЛ с более чем 96 перехватами. 9 декабря в поединке против «Детройт Лайонс» 15 приемов Уиттена позволили ему записать свое имя в истории НФЛ, попав в Зал славы Келлена Уинслова старшего, за наибольшее количество приемов в игре на позиции тайт-энд в истории НФЛ. В 14-й игре года Уиттен стал первым тайт-эндом «Далласа», который когда-либо пробегал более 1000 приемных ярдов за сезон. Джейсон также стал одним из рекордных 13 игроков «Ковбоев», номинированных на «Пробоул». Кроме того, он попал в команду «All-Pro team 2007» вместе с партнерами по команде Террелом Оуэнсом и Демаркусом Уэром. 4 ноября в поединке 9 тура против «Филадельфии» он сделал 53-ярдовый прием после того, как потерял шлем. Был избран капитаном «First Team All-Pro» сезона 2007 года.
Уиттен был номинирован на приемию «Walter Payton NFL Man of the Year Award» 2007 года, но победителем в ней стал Джейсон Тейлор.

### Сезон 2008
Уиттен совершил свой 400-й прием в карьере на День Благодарения 27 ноября 2008 года, в котором «Ковбои» играли против «Сиэтл Сихокс». 28 декабря в поединке против «Филадельфия Иглз» совершил 42-ярдную передачу, первый и единственный пас в профессиональной карьере. Совершил 81 прием, по этому показателю занял 13-е место в НФЛ 2008 года, пробежал 952 ярда, совершил 4 тачдауна и стал основным в «Пробоул» 2008 года.

### Сезон 2009

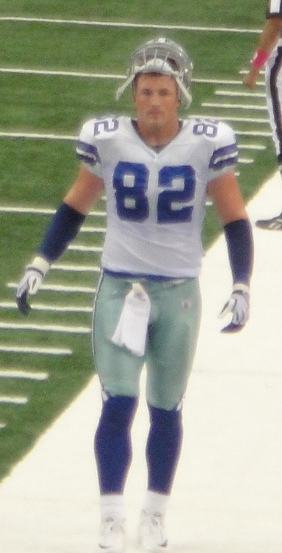
Уиттен в 2009 году

В сезоне 2009 года Уиттен опять получил «Пробоул», осуществив 94 приема на 1030 ярдах и два тачдауна. Также получил награду «NFL Iron Man Award».

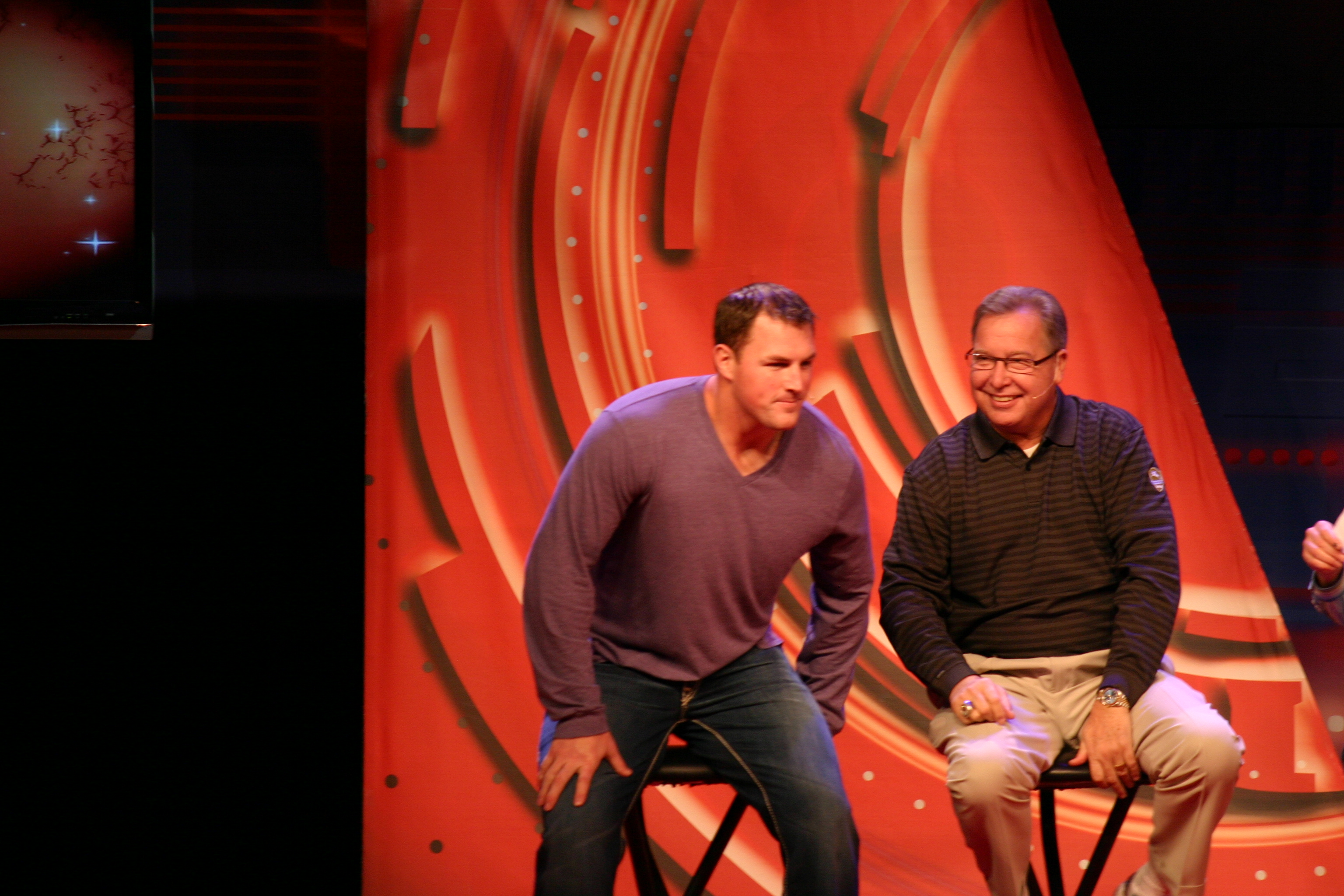
Уиттен (слева) во время интервью на телеканале «ESPN».

### Сезон 2010
Уиттен ударился головой о поле после того, как сделал перехват в проигранном поединке 2-о тура против «Чикаго Беарз». Из-за сотрясения мозга он был вынужден пропустить оставшуюся часть игры. До получения травмы успел сделать 5 приемов и набрать 51 ярд.
В 15-м туре против «Вашингтон Редскинз», Джейсон стал самым быстрым тайт-эндом, осуществив 600-й прием (в 125-и матчах). Кроме этого в домашнем поединке он совершил 10 перехватов, 140 ярдов и 1 тачдаун. Также получил седьмой раз подряд «Пробоул», получив место в стартовом составе на позиции тайт-энд в НФК.
По завершении сезона 2010 года Уиттен был назван тайт-эндом года по версии Ассоциации выпускников НФЛ.
В общем, Уиттен вытащил 94 приема при 1002 метрах, а также совершил девять тачдаунов в сезоне 2010 года. Также во второй раз в карьере попал в команду «First Team All-Pro» НФЛ. Занял 36-е место среди игроков Топ-100 НФЛ 2011.

### Сезон 2011
Уиттен завершил сезон с 79-ю приёмами при 942 приемных ярдах и 5-ю тачдаунами в 16-и матчах. 13 ноября 2011 года Уиттен превзошел Оззи Ньюсома на позиции тайт-энд, и по количеству приемов (663) занял третье место в истории НФЛ. Занял 75-е место среди игроков Топ-100 НФЛ 2012.

### Сезон 2012
13 августа 2012 года Уиттен получил разрыв селезенки в предсезонном поединке против «Окленд Рэйдерс», пропустил оставшуюся часть предсезонной подготовки. Появились слухи, что из-за серьезности травмы он не сможет выходить на поле в течение длительного времени.
Однако уже 5 сентября Уиттен вернулся в команду и смог сыграть в матче-открытии сезона, перехватил два паса на 10 ярдах в победном поединке против «Нью-Йорк Джайентс». Возможность выйти на поле в этом поединке для Джейсона была под вопросом, поскольку он пропустил предсезонную подготовку, но благодаря медицинскому вмешательству он сумел вовремя вернуться.
16 сентября, в поединке против «Сиэтл Сихокс», Уиттен перехватил 4 паса на 58-и ярдах. Он завершил поединок с 702-м перехватом в профессиональной карьере и стал лишь вторым в истории этого вида спорта, который совершил более 700 перехватов (Майкл Ирвин совершил 750 перехватов), а также третьим (после Тони Гонсалеса и Шеннона Шарпа) тайт-эндом в истории НФЛ. Кроме этого, Джейсон стал самым быстрым тайт-эндом, который осуществил 700 перехватов, для чего ему понадобилось лишь 145 матчей, при этом для аналогичного количества перехватов Гонсалесу понадобилось 154 матча, а Шарпу — 178 поединков. Уиттен также стал самым молодым ресивером/ тайт-эндом, который совершил 700 + перехватов в возрасте 30 лет и 113 дней. Однако уже в 3-м туре этот рекорд превзошел Уайд ресивер «Кардиналс» Ларри Фицджеральд, который совершил 707 перехватов в возрасте 29 лет и 23 дня.
Его 58 ярдов в этом поединке помогли набрать в среднем 7977 приемных ярдов за карьеру, обойдя бывшего «ковбоя» Джеки Смита, занимавшего четвертого место все время на позиции тайт-энд.
После 3-го тура Джейсон уступил третье место по перехваченным ярдам на позиции тайт-энд Оззи Ньюсому. В 8-м туре Уиттен совершил рекордные для себя 18 пасов при 167 ярдах. Это также рекорд для принимающего на позиции тайт-энд. Предыдущий рекорд, 15 приемов, был установлен Келленом Уинслоу старшим в 1984 году.
4 ноября в поединке против «Атланта Фалконс» Уиттен установил рекорд по количеству приемов в футболке «Ковбоев» — 754, превзойдя предыдущий рекорд Майкла Ирвина с 750 приемами.
23 декабря, в матче против «Нью-Орлеан Сэйнтс», Уиттен установил рекорд сезона в НФЛ по количеству приемов (103) на позиции тайт-энд, превзойдя предыдущее достижение, 102 приемов, которое установил Тони Гонсалесом еще в 2004 году. По итогам сезона он набрал рекордные 110 приемов.
26 декабря он был избран в восьмой раз «Пробоул». Во второй раз в своей карьере Джейсон был номинирован на Человека года имени Уолтера Пэйтона, но на этот раз он стал победителем и получил вознаграждение в размере 25 000 долларов, которую потратил на благотворительность. В итоге Уиттен завершил сезон со 110 приемами при 1039 ярдах, а также совершил 3 тачдауна. Также получил 41-е место в Топ 100 игроков НФЛ 2013 года.

### Сезон 2013
15 сентября Уиттен превзошел Шеннона Шарпа и занял второе место в истории НФЛ по количеству приемов на позиции тайт-энд. Благодаря трем перехватам в поединке против «Канзас-Сити Чифс» довел их общее количество до 817. В последнем поединке сезона против «Филадельфия Иглз» он совершил 12 перехватов при 135 ярдах. Джейсон завершил сезон с 73-я перехватами при 851 ярдах, а также совершил 8 тачдаунов. Также в девятый раз в карьере получил вызов в «Пробоул». Занял 98-е место в рейтинге Топ 100 игроков НФЛ 2014.

### Сезон 2014

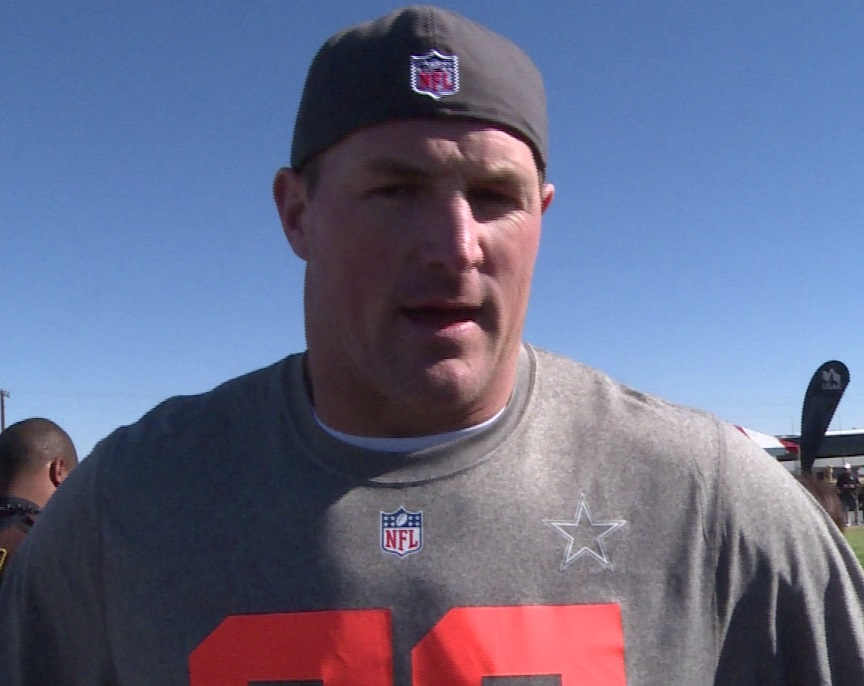
Уиттен на «Пробоул» 2015 году

5 октября в поединке 5-го тура против «Хьюстон Тексанс» Уиттен стал 3-м тайт-эндом, он пробежал 10000 приемных ярдов, присоединившись, таким образом, к Шеннону Шарпу и Тони Гонсалесу.
Джейсон стал лидером по количеству проведенных подряд сезонов на позиции тайт-энд, после того как 12 октября вышел в стартовом составе в поединке против «Сиэтл Сихокс». В том же сезоне он стал вторым тайт-эндом в истории НФЛ, совершив 900 перехватов.
Уиттен совершил пробег 27 ярдов в поединке против «Нью-Йорк Джайентс», благодаря чему увеличил количество пробегов до 10 065 ярдов, благодаря чему обошел Шеннона Шарпа (10 060) и вышел на чистое второе место по количеству приемных ярдов на позиции тайт-энд в истории НФЛ.
21 декабря он травмировал колено в матче против «Индианаполис Колтс», но все же смог сыграть в последнем матче против «Вашингтон Редскинз».
В этом сезоне «Ковбойс» увеличили показатели суммарного командного пробега, и, хотя количество перехватов у Джейсона сократилась, его блокирование стало существенной помощью для Демарко Маррея стать лучшим в НФЛ по скоростным показателям. Джейсон завершил сезон с 60 приемами при 654 ярдах, а также с 5 тачдаунами Также в десятый раз в карьере получил вызов в «Пробоул» (2014). Получил итоговое 93-е место в Топ 100 игроков НФЛ.

### Сезон 2015
20 сентября в первой игре против «Филадельфия Иглз» он получил травму правого колена и растянул две лодыжки, но пропустил всего полтора матча.
22 ноября в поединке против «Майами Долфинс» получил статус «Железного человека», сыграв свой 196-й поединок подряд и превзойдя Боба Лилли по этому показателю. 27 декабря в матче против «Баффало Биллс» установил рекорд «Ковбоев», проведя 118-й поединок подряд с перехватом, опередив по этому показателю Михаила Ирвина.
7 декабря в рамках «Monday Night Football» в поединке против «Вашингтон Редскинз» он стал 12-м игроком и вторым тайт-эндом в истории НФЛ, который совершил 1000 приемов. Единственным тайт-эндом, который совершил более 1 000 приемов был Тони Гонсалес.
В сезоне 2015 года его попросили осуществлять больше блокировок, чем обычно, из-за того, что команда играла с четырьмя различными квотербеками в стартовом составе с разным уровнем навыков игры в защите. За «Ковбоев» Джейсон совершил 77 перехватов при 713 метрах, а также сделал три тачдауна.

### Сезон 2016
В поединке 8-о тура против «Филадельфия Иглз» Уиттен принес победу своей команде, осуществив тачдаун в овертайме, таким образом Уиттен стал первым игроком в истории этого вида спорта, который забивал во всех 14-и сезонах своей карьеры. Завершил сезон опережая показатели Майкла Ирвина по количеству приемных ярдов (на 16). В общем, он закончил регулярный сезон 2016 года с 69 приемами при 673 приемных ярдах, а также тремя тачдаунами. Уиттен совершил первый в карьере постсезонний тачдаун вместе с Даком Пескоттом в проигранном (31:34) поединке дивизионного тура против «Грин-Бей Пэкерс».

### Сезон 2017

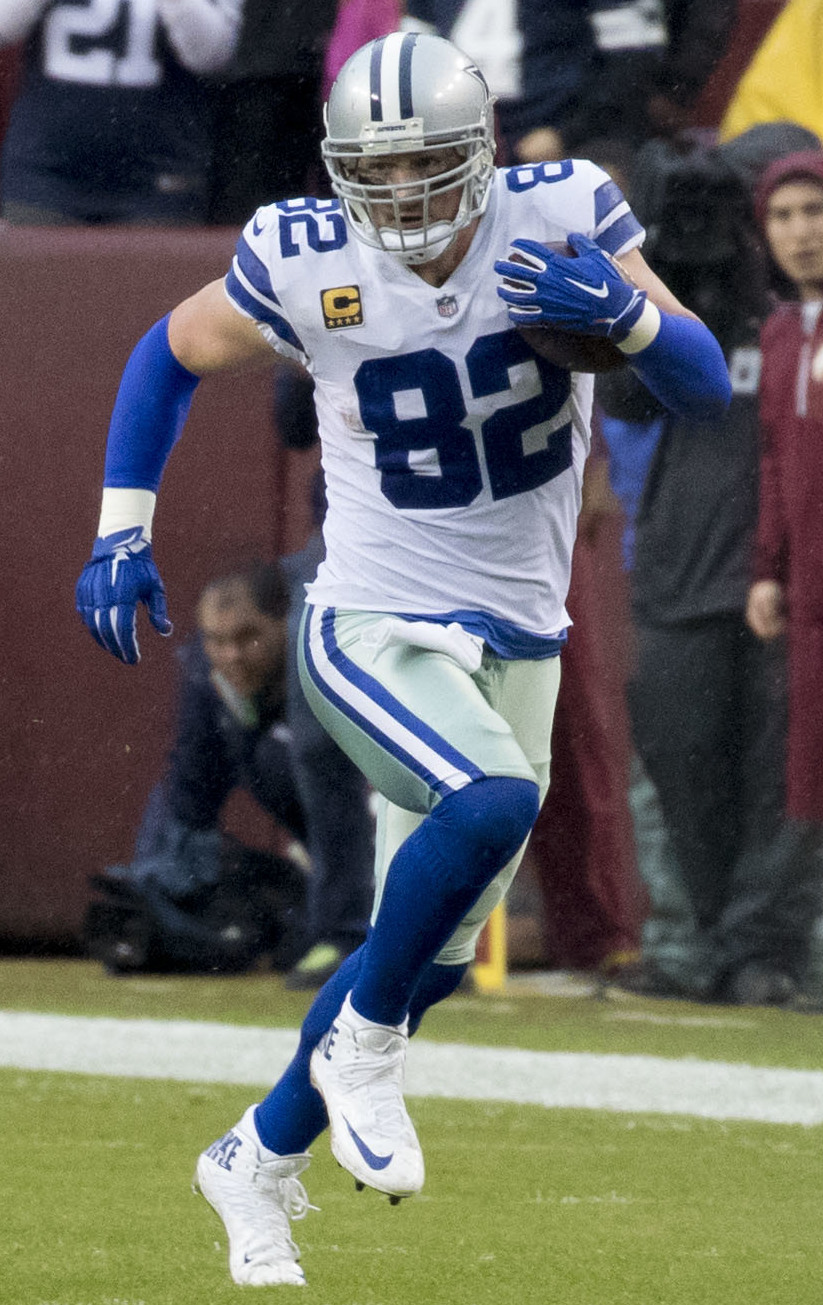
Уиттен в 2017 году

28 марта 2017 года Уиттен подписал новый четырехлетний контракт с «Ковбоями», который был рассчитан до 2021 года.
10 сентября 2017 года, в победном (19:3) в поединке против «Нью-Йорк Джайентс» в Sunday Night Football, Уиттен совершил единственный тачдаун в футболке «Ковбоев». Кроме этого, он обошел Майкла Ирвина по количеству приемных ярдов в истории американского футбола. Также Уиттен стал третьим в истории футболистом НФЛ, который в футболке одной команды совершил более 150 перехватов, уступая по этому показателю лишь Джерри Райсу и Ларри Фицджеральду. 17 сентября 2017 года в проигранном (17:42) втором поединке тура чемпионата против «Денвер Бронкос» Джейсон выполнил перехват при 97 ярдах, а также совершил один тачдаун. Уиттен завершил сезон с 63-я приемами при 560 ярдах и 2-х тачдаунах, благодаря чему получил вызов на свой 11 «Пробоул» и по этому показателю сравнялся с легендой «Ковбоев» Бобом Лилли.

### Завершение карьеры
26 апреля 2018 года появились информация о том, что Уиттен собирается выйти на пенсию и занять должность ведущего аналитика телепередачи «ESPN» в «Monday Night Football». Неделю спустя, 3 мая, Джейсон официально объявил о завершении карьеры и подтвердил, что в сезоне 2018 года он будет работать в «Monday Night Football».

## Личная жизнь
Уиттен проживает в городе Уэстлейк, штат Техас, в Даллас — Форт-Верте, с супругой Мишель, медсестрой скорой помощи в Мемориальной больнице Паркленда, супруги воспитывают четырех детей: Си Джей, Купера, Лэндри и Хэдли Грейс. Уиттен — христианин, он снялся в видеоклипе «I Am Second», где рассказывает о своей вере.